# Joseph Gerry
Joseph John Gerry OSB (ur. 12 września 1928 w Millinochet, Mine, zm. 2 lipca 2023 w Manchester, New Hampshire) – amerykański duchowny katolicki, biskup Portland w latach 1988–2004.

## Życiorys
Do kapłaństwa przygotowywał się w opactwie benedyktynów w Latrobe w Pensylwanii. 12 czerwca 1954 otrzymał święcenia kapłańskie w katedrze w Manchester z rąk miejscowego ordynariusza bp. Matthew Brady'ego. Od roku 1972 był przeorem swego macierzystego opactwa.
4 lutego 1986 papież Jan Paweł II mianował go biskupem pomocniczym Manchester ze stolicą tytularną Praecausa. Sakry udzielił mu ówczesny zwierzchnik diecezji bp Odore Gendron. 
27 grudnia 1988 mianowany ordynariuszem Portland w rodzinnym stanie Maine. Na emeryturę przeszedł 10 lutego 2004 roku.